# Marché de solidarité régionale de Cowansville
Le marché de solidarité régionale de Cowansville est une ancienne épicerie spécialisée dans la mise en marché de produits régionaux située à Cowansville, dans Brome-Missisquoi, au Québec. Le fonctionnement de l'entreprise fondée en 2009 est inspirée d'une initiative semblable lancée à Sherbrooke par André Nault et les AmiEs de la terre de l'Estrie.
Un second point de vente est ajouté à Waterloo en 2017, reprenant les activités du Marché waterlois.
L'entreprise ferme ses portes en 2019 lorsque la ville de Cowansville reprend la gestion du marché public extérieur,.